# Отто Бегаґель
Вільґельм Максиміліан Отто Бегаґель (нім. Wilhelm Maximilian Otto Behaghel 3 травня 1854, Карлсруе — 9 жовтня 1936, Мюнхен) — німецький медієвіст-германіст, професор Гейдельберзького, Базельського і Гіссенського університетів. Зробив істотний внесок у дослідження німецького синтаксису. 

## Життєпис
Отто Бегаґель народився в 1854 у родині керівника Земельної церкви Фелікса Бегаґеля (1822 — 1888), мати — Пауліна Бегаґель, уроджена Віланд (1827 — 1901).  
Отто відвідував гімназію в Карлсруе, у 1872 — 1873 пройшов військову службу в баденському полку, звідки був звільнений в запас в чині лейтенанта.  
З 1873 lo 1876 Бегаґель навчався в університетах Гайдельберга, Геттінгена і Парижа. Великий вплив справив на нього в цей час Карл Барч. 22 квітня 1876 Отто Бегаґель отримав ступінь кандидата наук, рік потому склав державний іспит з філософії.  
1878 року захистив докторську дисертацію, отримавши звання приват-доцента германської та романської філології, а за два роки, спільно з Фріцем Нойманом, заснував журнал про германську та романську філологію. 1882 року Бегаґель був ушановий званням професора в Гейдельберзі.  
9 червня 1883 став професором німецької філології в Базельському університеті, 30 червня 1888 — професором германістики в університеті Гіссена. 
Протягом довгих років наполегливої праці Отто Бегаґель не раз отримував нагороди і чини, які, як вважав багато хто з його оточення, він отримував заслужено. Його здібності і знання цінували, тому колеги завжди відгукувалися про Отто як про людину високої моралі, широкого розуму і твердої честі. Бегаґель ставав ректором Гіссенського університету в 1895, 1905 і 1907.  
1896 року Отто Бегаґель був членом Першої палати земських представництв Великого герцогства Гессен. 1897 став таємним радником, 1918 — дійсним членом Таємної ради і почесним доктором юридичного факультету Гіссенського університету.  
Крім іншого, Бегаґель був нагороджений Хрестом командира другого ступеня і Орденом Лева Церінґенів (1907), почесною медаллю Гіссена (1932), Медаллю Ґете за внесок в науку і мистецтво і Золотим кільцем німецького мовного союзу (1934). 

### Внесок у німецьке мовознавство
Великий теоретичний внесок Бегаґель зробив у розвиток уявлень про німецький синтаксис та середньоверхньонімецьку мову.  
Йому належить також формулювання принципів синтаксису про розташування слів і різних частин мови відносно один одного в німецькому реченні. Ці принципи об'єднують поняттям «Закон Бегаґеля».  
Закон зростальних членів речення (четвертий принцип Бегаґеля), згідно з яким, з двох членів речення найменший передує найбільшому, сьогодні є важливою складовою досліджень про актуальне членування речення і знаходить відображення у квантитативній лінгвістиці.  
Серед наукових праць Бегаґеля найбільш відомі саме праці з історії німецької мови (наприклад, Geschichte der deutschen Sprache, 1891; Der Heliand und die angelsächsische Genisis, 1902, 1908), синтаксису (Syntax d. Heliand, 1897; Deutsche Syntax, I-IV, 1923-1928; Gebrauch der Zeitform im konjunktiven Nebensatz der Deutschen, 1898) лексиці і варіантів (Schriftspr. Und Mundart, 1896).

## Родина
2 серпня 1887 Отто Бегаґель одружився з Кларою Єлизаветою Марією Доротеєю (нім. Klara Elisabeth Maria Dorothea 1866 — 1924), донько. професора Віденського інституту обробки ґрунтів Філіпа Целлера (нім. Philipp Zöller 1831 — 1885) і Єлизавети Анни Маґдалени Діль (нім. Elisabeth Anna Magdalene Diehl 1845 — 1928). Від цього шлюбу Отто мав доньку Павліну Єлизавету Софію Бегаґель (нім. Pauline Elisabeth Sophie Behaghel 1890 — 1967) і сина Едуарда Фелікса Філіппа Отто Бегаґеля (нім. Eduard Felix Philipp Otto Behaghel 1895 — 1961). Син Едуард згодом став професором хімії в університеті Гіссена, де працював Отто Бегаґель. 